# 1887 az irodalomban
Az 1887. év az irodalomban.

## Megjelent új művek

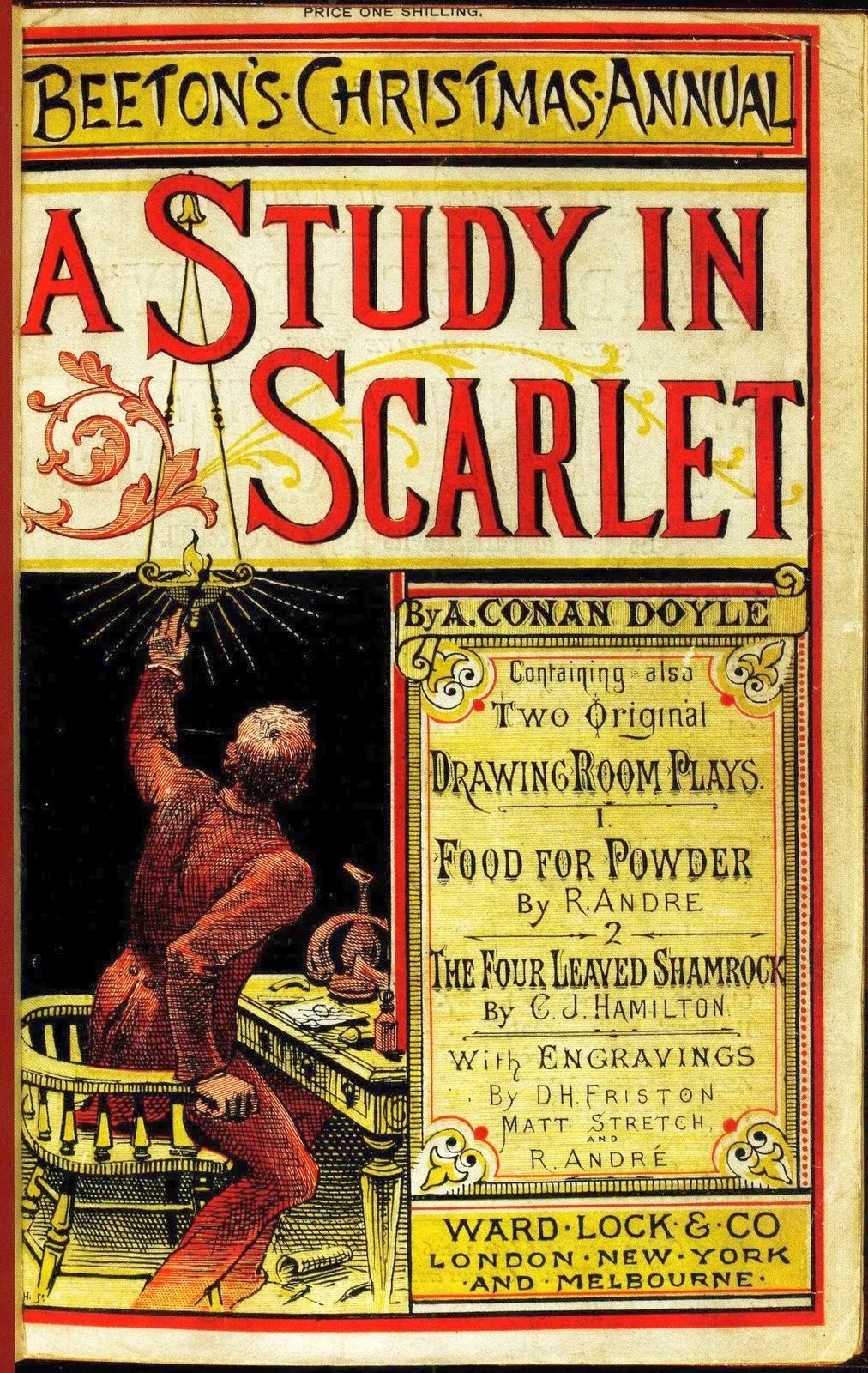

- Léon Bloy francia regény- és esszéíró: Désespéré (A kétségbeesett); [az 1886-ban befejezett regény 1887 elején jelenik meg]
- Arthur Conan Doyle első Holmes-regénye: A bíborvörös dolgozószoba (A Study in Scarlet); decemberben egy évkönyvben, majd 1888-ban önálló kötetben. Itt jelenik meg először a skót író két kitalált alakja: Sherlock Holmes londoni magánnyomozó és segítője, Dr. Watson.
- H. Rider Haggard regénye: She, a History of Adventure (magyarul Ayesha címen jelent meg)
- Thomas Hardy regénye: Erdőlakók (The Woodlanders)
- Guy de Maupassant regénye: Oriol-hegy (Mont-Oriol)
- Bolesław Prus regénye: A bábú (Lalka); megjelenik folytatásokban: 1887–1889, könyv alakban: 1890
- Berlinben jelenik meg José Rizal Fülöp-szigeteki író regénye: Noli me Tangere (Ne nyúlj hozzám!)
- Futabatei Simei japán író, műfordító műve: Ukigumo (Sodródó felhők, 1887–1889), melyet az első modern japán regénynek tartanak
- August Strindberg regénye: A hemsőiek (Hemsöborna)
- Jules Verne:
  - Észak Dél ellen (regény) (Nord contre Sud)
  - Haza, Franciaországba (Le Chemin de France)
- Émile Zola regénye: A föld (La Terre)

### Költészet

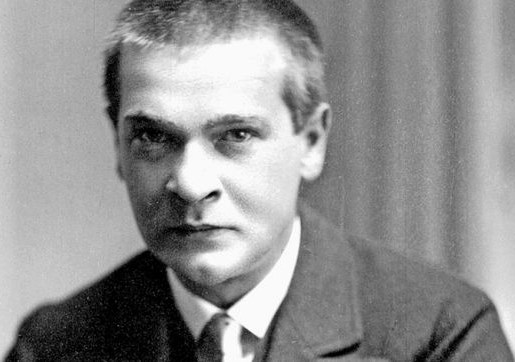
Georg Trakl

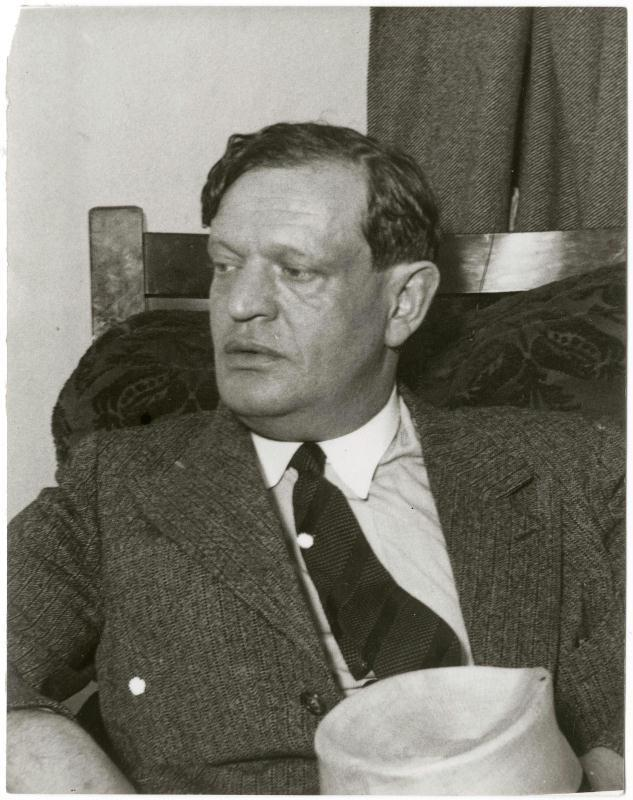
Karinthy Frigyes

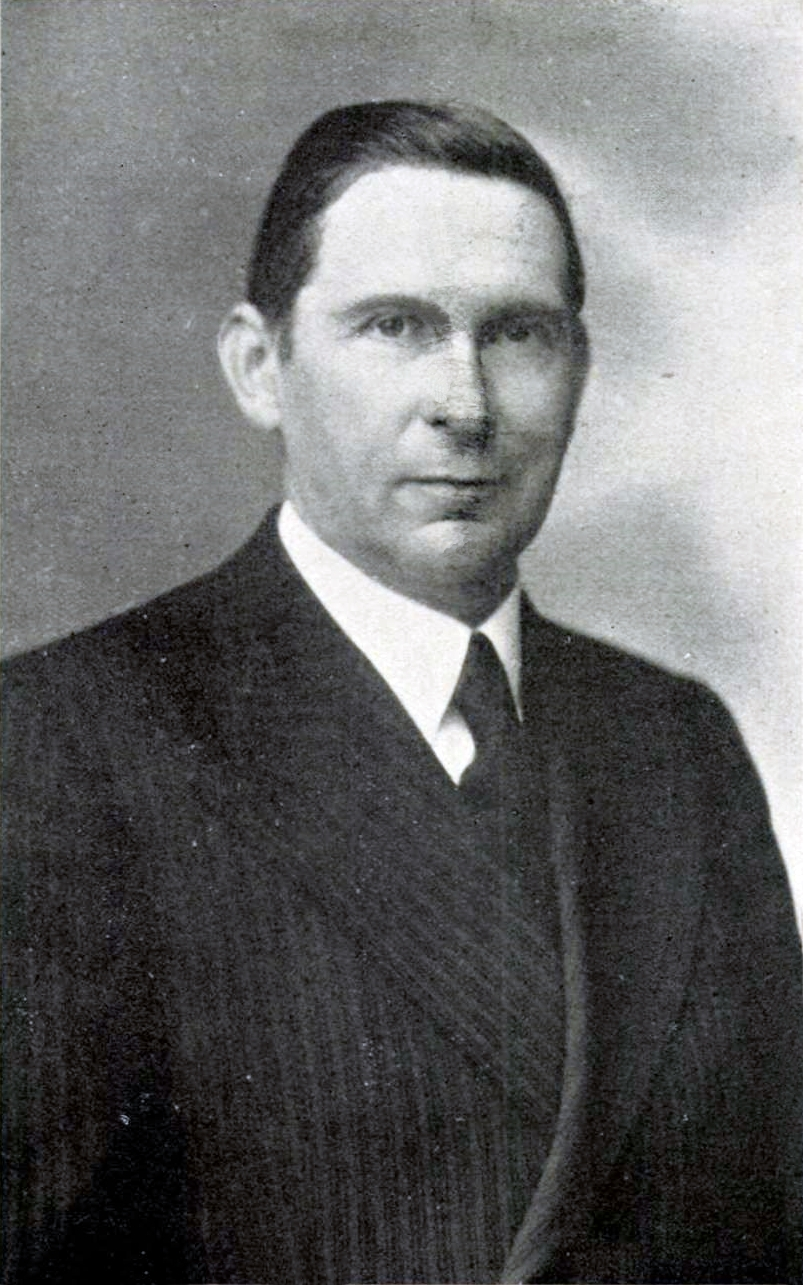
Áprily Lajos

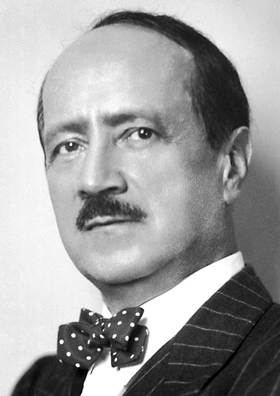
Saint-John Perse

Les Poésies et Album de vers et de prose, recueils de vers de Stéphane Mallarmé (?)

### Dráma
- Anton Csehov: Ivanov; a darab korai szövegváltozatával bemutató november 19-én Moszkvában, F. A. Kors színházában
- Victorien Sardou drámája: La Tosca, bemutató Párizsban. Ennek alapján készült Puccini operája, a Tosca szövegkönyve
- August Strindberg drámája: Az apa (Fadren), bemutató és megjelenés
- Megjelenik nyomtatásban Lev Tolsztoj 1886-ban írt drámája, A sötétség hatalma (Власть тьмы). Színre vitelét évekig nem engedélyezték, első nyilvános bemutatóját csak 1895 őszén tarthatták meg

### Magyar nyelven
- Megjelenik Justh Zsigmond első könyve: Káprázatok (elbeszélések)
- Tolnai Lajos regénye: A jégkisasszony

## Születések
- február 3. – Georg Trakl osztrák költő, író († 1914)
- február 13. – Csáth Géza író, orvos, pszichiáter, pszichoanalitikus, zenekritikus († 1919)
- február 26. – Stefan Grabiński lengyel fantasztikus író († 1936)
- március 21. – Kassák Lajos avantgárd költő, regényíró, képzőművész († 1967)
- május 31. – Saint-John Perse Nobel-díjas (1960) francia költő, író, diplomata († 1975)
- június 25. – Karinthy Frigyes író, költő, műfordító († 1938)
- július 30. – Franyó Zoltán erdélyi magyar író, műfordító, szerkesztő († 1978)
- szeptember 1. – Blaise Cendrars svájci születésű francia költő, író († 1961)
- október 6. – Martín Luis Guzmán mexikói író († 1976)
- november 10. – Arnold Zweig német író († 1968)
- november 14. – Áprily Lajos költő, műfordító († 1967)

## Halálozások
- január 9. – Szemjon Jakovlevics Nadszon orosz költő (* 1862)
- február 19. – Multatuli holland író, politikus, publicista (* 1820)
- március 19. – Józef Ignacy Kraszewski lengyel író (* 1812)
- augusztus 20. – Jules Laforgue francia költő (* 1860)
- november 19. – Emma Lazarus amerikai költő (* 1849)